# دييغو دي جيرولامو
دييغو دي جيرولامو (بالإنجليزية: Diego De Girolamo)‏ (5 أكتوبر 1995 بتشيسترفيلد في المملكة المتحدة - ) هو لاعب كرة قدم بريطاني في مركزي جناح ‏ والهجوم. شارك مع منتخب إيطاليا تحت 18 سنة لكرة القدم ومنتخب إيطاليا تحت 19 سنة لكرة القدم ومنتخب إيطاليا تحت 20 سنة لكرة القدم. أما مع النوادي، فقد لعب مع شيفيلد يونايتد ونادي نورثامبتون تاون ونادي يورك سيتي.

## وصلات خارجية
- دييغو دي جيرولامو على موقع قاعدة بيانات كرة القدم.إي يو (الإنجليزية)
- دييغو دي جيرولامو على موقع Soccerbase.com (لاعب) (الإنجليزية)
- دييغو دي جيرولامو على موقع Soccerway.com (الإنجليزية)